# 소도천
소도천(所道川)은 강원특별자치도 태백시 문곡소도동의 사내골에서 발원하여 남류 태백산 관광농원에서 동류 태백체험공원에서 북류 함태교에서 동류하다가 상장동에서 황지천(낙동강 본류)으로 흘러드는 강이다. 2004년 11월 30일 이 강의 정비공사가 완공되었다.